# Johannes Heisig

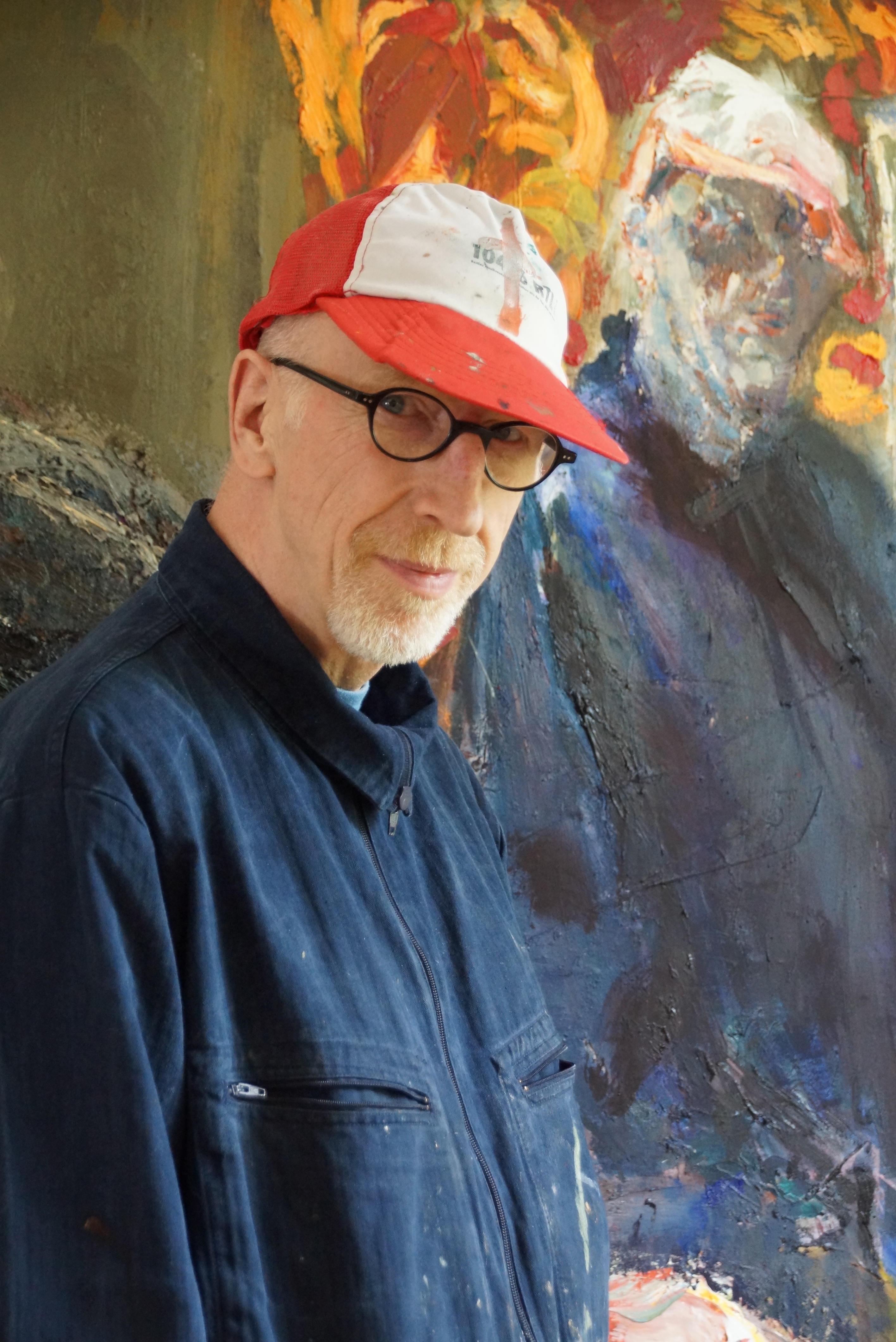
Porträt Johannes Heisig

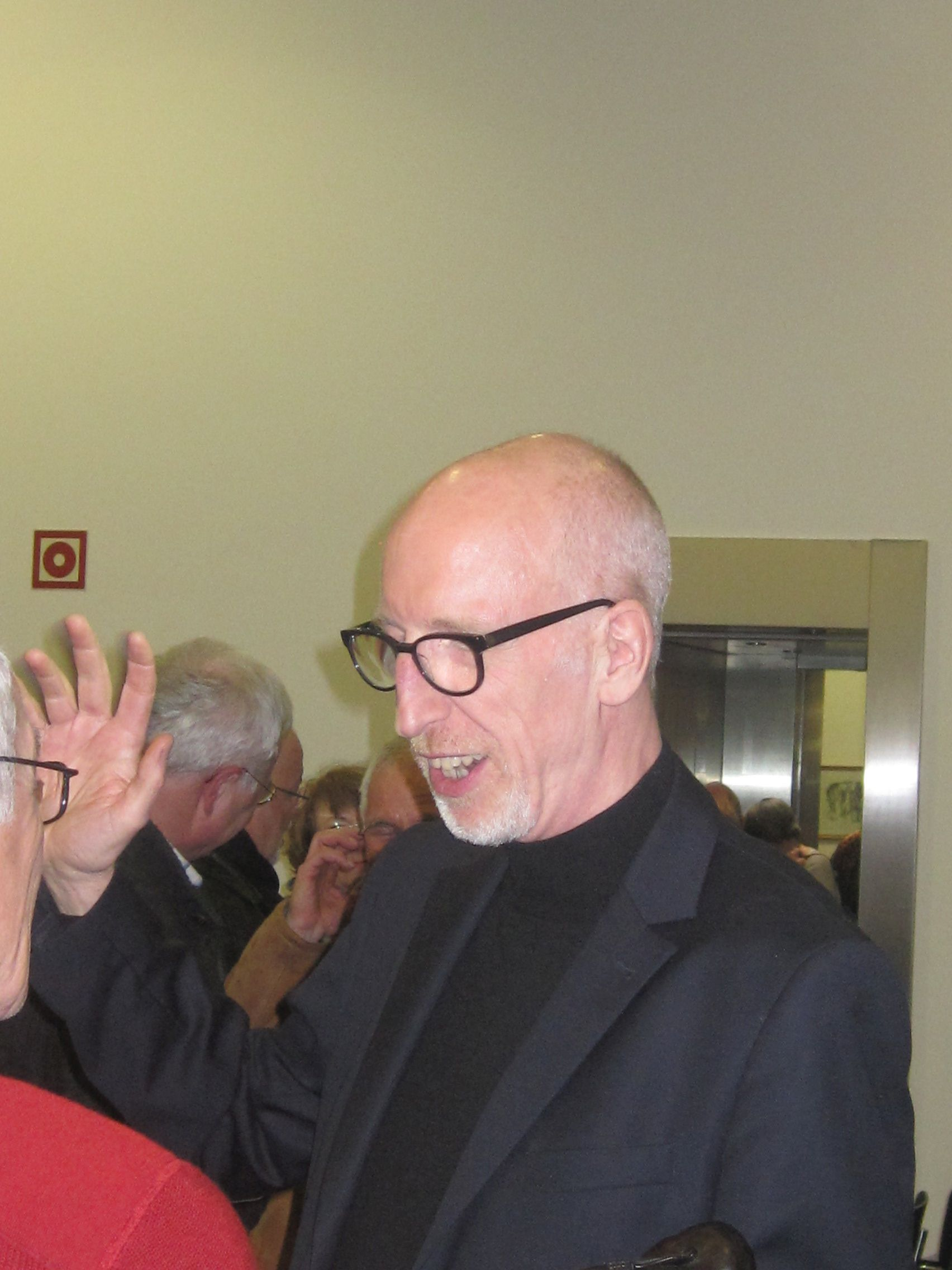
Johannes Heisig 2015 im Marburger Kunstverein

Johannes Heisig (* 1953 in Leipzig) ist ein deutscher Maler, Zeichner und Grafiker in der sozialkritischen Tradition des Realismus.

## Leben
Heisig stammt aus einer Künstlerfamilie. Sein Großvater Walter Heisig, sein Vater Bernhard Heisig und sein Bruder Walter Eisler waren ebenfalls Maler und Grafiker. Er besuchte bis zu seinem Abitur 1971 die Erweiterte Thomas-Oberschule (EOS) (heute: Thomasschule zu Leipzig). Von 1971 bis 1973 studierte er ohne Abschluss Biologie und von 1973 bis 1977 bis zum Diplom bei seinem Vater sowie bei Arno Rink und Dietrich Burger Malerei und Grafik an der Hochschule für Grafik und Buchkunst Leipzig. Daneben arbeitete er von 1974 bis 1979 in der Werkstatt seines Vaters mit. Nach dem Studienabschluss arbeitete Heisig freischaffend, wobei er bis 1980 einen Fördervertrag mit dem Rat des Bezirks Leipzig hatte. Von 1978 bis 1980 war er Meisterschüler und Assistent bei Gerhard Kettner an der Hochschule für Bildende Künste Dresden (HfBK). Von 1979 bis 1980 war er als Stipendiat an der F+F Schule für Kunst und experimentelle Gestaltung in Zürich.
Von 1980 bis 1991 lehrte Heisig an der HfBK. Er war dort ab 1982 Oberassistent und mit Hubertus Giebe Leiter des Grundlagenstudiums und ab 1988 Professor und Inhaber des Lehrstuhls für Malerei und Grafik. Von 1989 bis 1991 war er Rektor. Er war bis 1990 Mitglied des Verbands Bildender Künstler der DDR und ab 1989 dessen Präsidiums. 
1990 gehörte er zu den Gründungsmitgliedern des Neuen Sächsischen Kunstvereins und 1992 des Fördervereins für die Europäische Werkstatt für Kunst und Kultur Hellerau e. V. Im Jahr 2000 entstand das Filmporträt „Ende der großen Belehrung“ (arte/ZDF) als psychologisches Porträt der Vater-Sohn-Beziehung zwischen Bernhard und Johannes Heisig. Heisig übersiedelte nach Berlin. Von 2003 bis 2004 hatte er eine Professur an der TU Dortmund inne. Im Jahr 2004 war Heisig „Stadtgast“ der Stadt Eisenach. Die Ergebnisse dieses Aufenthalts wurden im Juni 2005 in der Ausstellung „Ich geh und suche mit Verlangen…“ präsentiert. Heisigs Arbeiten befinden sich in namhaften Museen.
Im Jahre 2008 schuf er den bedeutenden Werkzyklus „Es war einmal. Bilder vom Erinnern, den Erinnerungen und dem Innern“, in dem er sich mit der deutschen Teilung aus öffentlicher und privater Sicht künstlerisch auseinandersetzte. „Lange hatte er künstlerische Distanz zu der Mauer-Thematik gewahrt, bis er, angeregt von der Galeristin der Berliner galerie son, 2007 Kontakt mit der Gedenkstätte aufnahm.“ Die Serie wurde in einer Kooperation von Berliner Pressekonferenz, galerie son und der Gedenkstätte Berliner Mauer erstmals in einer am 13. August 2008 eröffneten Ausstellung im Abgeordnetenhaus von Berlin gezeigt.
2011 präsentierte Heisig im Rahmen der Langen Nacht der Museen im SEZ in Berlin 17 große Papierarbeiten, die er in einjähriger Arbeit zu Ted Hughes’ Gedichtzyklus "Crow" gemalt und gezeichnet hatte.
Heisig porträtierte zahlreiche Personen des öffentlichen Lebens, so zum Beispiel Bundespräsident Johannes Rau, Egon Bahr, Eva Demski, Willy Brandt, Fritz Rau, Reinhold Würth und weitere.
Er hatte im In- und Ausland eine große Zahl von Einzelausstellungen und Ausstellungsbeteiligungen, in der DDR u. a. 1982/1983 und 1987/1988 an der IX. und X. Kunstausstellung der DDR in Dresden.

## Werke (Auswahl)
- 1978–1980 Wandbildauftrag im Haus des Rates des Bezirkes Leipzig
- 2002 Porträt Egon Bahr, Altargemälde in der Kirche Gelliehausen
- 2003 Porträtauftrag Willy Brandt für das German Historical Institute Washington, USA
- 2006 Porträt Johannes Rau
- 2007 Illustrationen zu Blaise Pascal „Pensées“
- 2008 Mauerbilder-Zyklus „Es war einmal“
- 2010 Porträt Fritz Rau für das Lippmann+Rau-Musikarchiv in Eisenach
- 2011 „Crow“ Werkserie zum gleichnamigen Gedichtzyklus von Ted Hughes
- 2013 Cover und Booklet für die CD „Widersteh, so lang du’s kannst“ von Hans-Eckardt Wenzel

## Ausstellungen (unvollständig)
- 1988 Galerie der Stadt Esslingen am Neckar; Galerie der Universität Dortmund
- 1994 Kunstverein Wilhelmshaven, Kunsthalle
- 1995 Kunst- und Kunstgewerbeverein Pforzheim, Reuchlinhaus
- 1996 Caput mortuum, Kunstverein Aschaffenburg, Jesuitenkirche
- 1997 Museum Kunstscheune Bergsdorf; COMPTOIR Kunstmagazin, Städtische Kunstgalerie, Sonneberg
- 1999 Galerie Rothamel, Erfurt, Friedrich-Ebert-Stiftung Bonn
- 2000 Kulturspeicher Oldenburg
- 2001 Kunstverein Bautzen
- 2003 Land in Sicht, Thüringer Museum im Marstall des Stadtschlosses Eisenach
- 2005 Ich geh und suche mit Verlangen, Präsentation der Arbeit als „Stadtgast“ Eisenach, Thüringer Museum Eisenach
- 2006 Werkretrospektive: Städtische Galerie ADA, Meiningen und Kunststation Kleinsassen
- 2007 Sichtverhältnisse, Kunst-Kontor Sehmsdorf, Potsdam; Kunstverein Südsauerland, Olpe
- 2008 Es war einmal, Abgeordnetenhaus von Berlin
- 2009 3 berliner, Deutsche Botschaft London
- 2011 ÜBERGÄNGE, Ausstellungstriptychon in Willy-Brandt-Haus, galerie son und SEZ, Berlin
- 2012 Johannes Heisig – augenscheinlich, Einzelausstellung im Kunstverein Coburg, Coburg
- 2015 Angesicht, Einzelausstellung mit Malerei und Zeichnungen Heisigs im Marburger Kunstverein
- 2015/2016 Monologe, Galerie Himmel, Dresden
- 2016 Mach Dir ein Bild!, DIE GALERIE, Frankfurt am Main
- 2017 ... parallel zur Natur, Galerie Himmel Dresden
- 2017 Land in Sicht, Galerie Berlin
- 2017 KLIMAWECHSEL, Kunsthalle Jesuitenkirche Aschaffenburg
- 2018 KLIMAWECHSEL, Kunst Freunde Pritzwalk e. V. Museumsfabrik Pritzwalk
- 2018 Tonlagen, Brandenb. Landesmuseum f. moderne Kunst dkw Cottbus
- 2018 SELBSTBEFRAGUNGEN, Grafikmuseum Stiftung Schreiner Bad Steben
- 2018 Und das Zentrum ist der Mensch, Galerie Z, Landau
- 2018 Beteiligung bei ZU FONTANE 200, Landtag Brandenburg, Potsdam
- 2019 KLIMAWECHSEL, Osthaus Museum Hagen
- 2019 Beteiligungen bei POINT OF NO RETURN, MdBK Leipzig und LAND SCHAFFT KUNST VII zu Fontane, Neuwerder
- 2019 HERBSTFEUER, DIE GALERIE, Frankfurt am Main
- 2020 PARAGONE, mit Sylvia Hagen in der Galerie Himmel, Dresden
- 2020 weitere Einzelausstellungen im Schloss Ribbeck, im Kunstverein Schloss Wiligrad bei Schwerin sowie eine Beteiligung in der Galerie Berlin
- 2020/2021 DENN UNVERSIEGBAR IST DER BRONNEN, Arbeiten zu Richard Wagner, Richard-Wagner-Stätten Graupa
- 2021 Beteiligung bei HRDLICKA, GRÜTZKE, HEISIG – Die Sammlung Steinfeld, Galerie Himmel, Dresden

## Filme
- 2000 Filmporträt „Ende der großen Belehrung“ arte/ZDF
- 2002 Film „Dorfbild mit Aposteln“ arte/NDR
- 2008 DVD „Es war einmal“ Ein Film von Ingo Steinbach, Musik Ulrich Gumpert, Text Jochen Berg

## Ehrungen
- 1981: Grafikpreis im Wettbewerb zum X. Parteitag der SED
- 1981: Diplom der Kunstausstellung Junge Künstler sozialistischer Länder in Sofia
- 1982: Förderpreis im Wettbewerb 100 ausgewählte Grafiken

- 2020: Kunstpreis des Landes Brandenburg (Kategorie Malerei; für das Porträt von Volker Braun)[4]